# Maison de Vitomir Konstantinović
La maison de Vitomir Konstantinović (en serbe cyrillique : Зграда у улици Краља Милана бр. 3 ; en serbe latin : Zgrada u ulici Kralja Milana br. 3) est située à Belgrade, la capitale de la Serbie, dans la municipalité urbaine de Stari grad. Construite en 1926-1927, elle est inscrite sur la liste des biens culturels de la Ville de Belgrade.

## Présentation

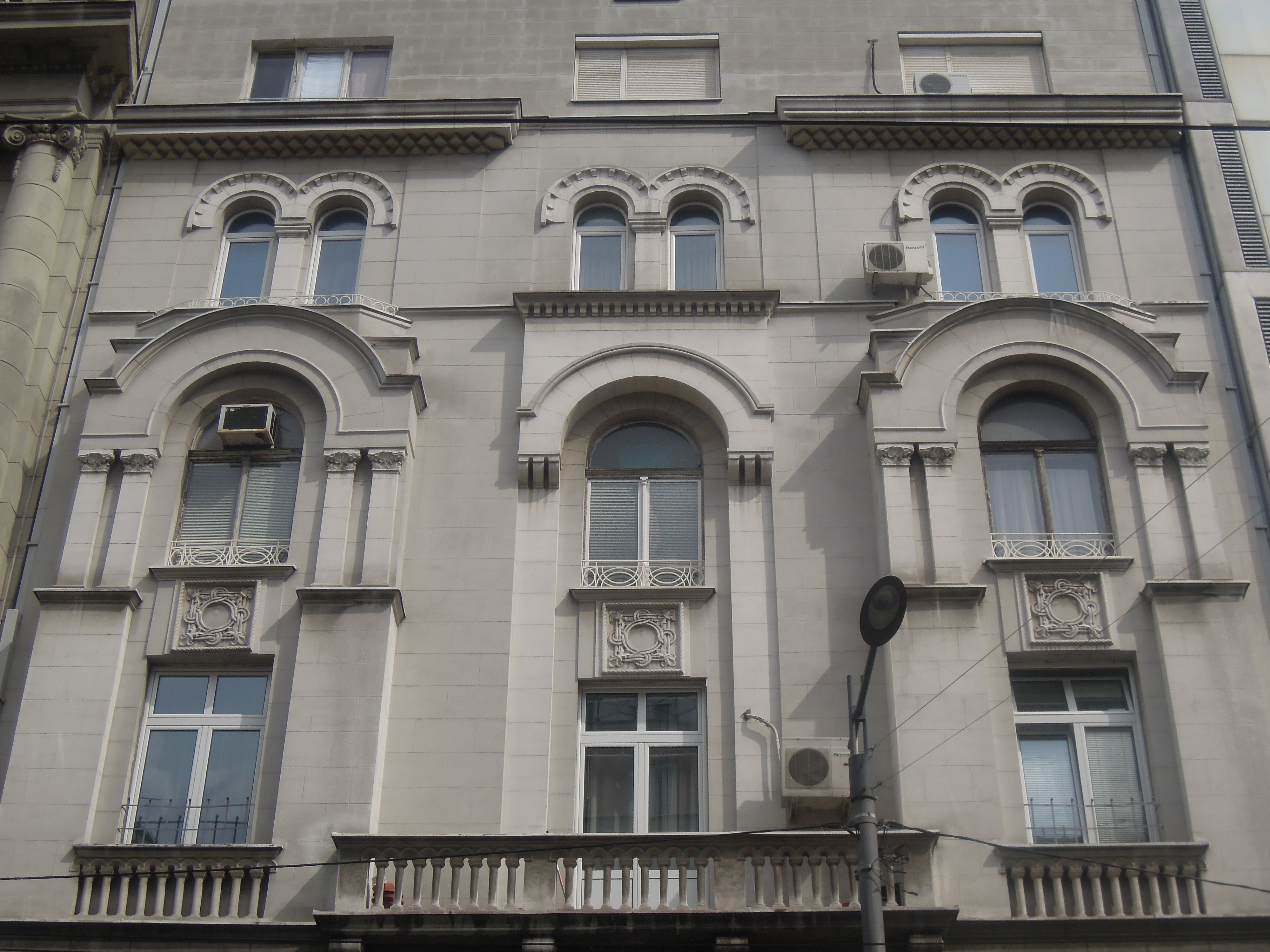
Détail de la façade

La maison de Vitomir Konstantinović, située 3 rue Kralja Milana, a été construite en 1926 et 1927 sur des plans de l'architecte Bogdan Nestorović, l'un des représentants les plus éminents de l'architecture belgradoise de l'entre-deux-guerres. La maison possède les caractéristiques d'un immeuble de rapport. Le rez-de-chaussée était conçu pour accueillir des boutiques et les quatre étages, auxquels fut ajouté un cinquième, disposaient de vastes appartements luxueux. Stylistiquement, la maison est influencée par l'architecture serbo-byzanine revisitée par l'académisme : les éléments médiévaux sont visibles dans la partie supérieure de l'édifice, tandis que le rez-de-chaussée est de style académique.